# Архимедово число
Архимедово число {\displaystyle \mathrm {Ar} } или критерий на Архимед (да не се смесва с Архимедовата константа {\displaystyle \pi }) e безразмерна величина, наречена в чест древногръцкия учен Архимед. Използва се при изчисления, свързани с движението на флуиди с нееднородна плътност, с подемната сила (частички потопени във флуид):
{\displaystyle \mathrm {Ar} \,={\frac {gL^{3}\rho _{\ell }(\rho -\rho _{\ell })}{\eta ^{2}}}\,={\frac {gL^{3}(\rho -\rho _{\ell })}{\rho _{\ell }\nu ^{2}}},}
където
{\displaystyle g} – ускорението при свободно падане на телата (9,81 m/s²);
{\displaystyle \rho _{\ell }} – плътност на флуида (течност или газ), kg/m³;
{\displaystyle \rho } – плътност на тялото/частицата, kg/m³;
{\displaystyle \eta } – динамичен вискозитет, Pa·s;
{\displaystyle \nu } – кинематичен вискозитет;
{\displaystyle L} – характеристичен линеен размер на тялото (напр. еквивалентен диаметър d), m.
Критерият на Архимед е от значение напр. при утаяването на частички в даден флуид. Поради разлика в плътностите на частичките и флуида на частичките е приложено действието на т. нар. подемна сила. 
Скоростта на утаяване на сферична частица може да се изчисли със следното критериално уравнение:
{\displaystyle \mathrm {Re} \,={\frac {Ar}{18}}}   ( важи за Ar < 9, ламинарен поток)
Тук Re е критерият на Рейнолдс, дефиниран със скоростта на утаяване. Ar се прилага още и при изчисления на кипящ слой и в пневмотранспорта. 